# Río de Montizón
Río de Montizón är ett vattendrag i Spanien.   Det ligger i provinsen Provincia de Jaén och regionen Andalusien, i den centrala delen av landet, 220 km söder om huvudstaden Madrid.